# Petros Ovsepyan
Petros Ovsepyan (* 4. Juni 1966 in Baku, Aserbaidschanische SSR) ist ein armenischer Komponist klassischer Musik.

## Leben, Karriere und Bedeutung
Er erhielt seine musikalische Ausbildung größtenteils in den USA an der Manhattan School of Music und an der Universität Indiana. Er studierte bei Giampaolo Bracali, Harvey Sollberger, Eugene O’Brien, Claude Baker und in Amsterdam bei Theo Loevendie. Petros Ovsepyan hat mehrere Preise gewonnen darunter BMI (1992) und ASCAR (1992). Er lebt zurzeit in Deutschland. 1995 war er Fulbright-Stipendiat am Sweelinck-Konservatorium in Amsterdam.
Petros Ovsepyan sucht nach einer eigenen Sprache, die aus Klang, Stille, seiner Erweiterung und einem interaktiven Raum besteht. Er interessiert sich wie auch z. B. Awet Terterjan für das Gefühl eines gemeinsamen Rituals, von Nähe.

## Werke
- Faces (Orchester, 1988)
- Trio (Querflöte, Cello und Harfe, 1988)
- Sonata da Chiesa (Querflöte and Violine, 1989)
- Morning Song (Orchester, 1990)
- Piano Quintet (2 Violinen, Viola, Cello und Klavier, 1990)
- The C of Love (Piccolo/Querflöte, Marimba, Gitarre und Cello, 1991)
- Of White (Violine solo, 1992)
- Two Haikus (Sopran, Querflöte und Harfe, 1992)
- Trio (Querflöte, Horn und Klavier, 1993)
- Dove sta amore (Sopran, Querflöte, Oboe, zwei Posaunen, drei Violinen, zwei Viola, zwei Celli und Kontrabass, 1994)
- Now the shadow of the pillar…(Part I; Gitarre solo, 1995)
- Now the shadow of the pillar…(Part II; Violine, Viola, Cello und Kontrabass, 1995)
- Now the shadow of the pillar…(Part III; Bassflöte und sechzehn Stimmen, 1996)
- Now the shadow of the pillar…(Part IV; Violoncello und Harfe, 1996)
- Now the shadow of the pillar…(Part V; Oboe, Klarinette, Trompete, Horn, Posaune, Viola und Cello, 1997)
- Now the shadow of the pillar…(Part VII; Renaissance Tenor-Blockflöten, zwei Violinen, Viola und Cello, 1998)
- Now the shadow of the pillar…(Part VIII; Alt-Flöte, Mandoline, Gitarre und Harfe, 1998)
- Of Gold (Querflöte, Oboe, Klarinette, Fagott und Horn, 1997)
- Of Gold 2 (Querflöte, Oboe, Klarinette, Fagott, Horn und Tape, 1998)
- Of Sepia (Klarinette/Bassklarinette, Vibraphon, Gitarre, Harfe und Violine, 1998)
- Now the shadow of the pillar…(Part VI; Klavier solo, 1999)
- Vier Etüden in Illusion (Harfe solo, 1999)
- I (Piccolo/Bassflöte, Bassklarinette und Klavier, 1999)
- II (Piano solo, 1999)
- III (Sextett, 2000)
- IV (Flöte, Klarinette und Trompete, 2000)
- Mondstudie (Sopran, Violine, Gitarre und opt. Diaprojektor, 2004)
- Encryption (Auftragsarbeit für das Kairos Quartett anlässlich des 90. Jahrestages des armenischen Genozids, 2005)